# フェバルバメート
フェバルバメート（英語: Febarbamate、INN；Solium, Tymium）は、phenobamateとしても知られるバルビツール酸系、カルバメート系の抗不安薬、精神安定剤で、ヨーロッパではそれ自体またはtetrabamateと呼ばれる配合剤の一部として使用されている。